# Cazadores-recolectores orientales
En arqueogenética, el término cazadores-recolectores orientales o EHG (del inglés Eastern Hunter-Gatherers), también llamados a veces cazadores-recolectores de Europa oriental y cazadores-recolectores del este de Europa constituyen un componente ancestral distintivo que representa a los cazadores-recolectores del Europa oriental.
El perfil genético de los cazadores-recolectores orientales deriva principalmente de la ascendencia de los euroasiáticos septentrionales antiguos (ANE), que fue introducida desde Siberia, con una mezcla secundaria y menor de los cazadores-recolectores occidentales (WHG). Sin embargo, la relación entre los componentes ancestrales ANE y EHG aún no se comprende bien debido a la falta de muestras que puedan cubrir la brecha espaciotemporal.
Durante el Mesolítico, los EHGs habitaron un área que se extendía desde el mar Báltico hasta los montes Urales y hacia abajo hasta la estepa Póntico-Caspiana. Junto con los cazadores-recolectores escandinavos (SHG) y los cazadores-recolectores occidentales (WHG), los EHGs constituyeron uno de los tres grupos genéticos principales en el período postglacial del holoceno temprano europeo. La frontera entre los WHGs y los EHGs coincidía aproximadamente desde el bajo Danubio, hacia el norte a lo largo de los bosques occidentales del río Dniéper hacia el oeste del mar Báltico.
Durante el neolítico y el eneolítico temprano, probablemente durante el IV milenio a. C., los EHGs en la estepa póntico-caspiana se mezclaron con los cazadores-recolectores del Cáucaso (CHGs) y la población resultante, casi mitad EHG y mitad CHG, formó el grupo genético conocido como pastores de la Estepa Occidental (WSH). Se cree que las poblaciones WSH, estrechamente relacionadas con las personas de la Cultura Yamnaya, emprendieron una migración masiva que llevó a la expansión de las lenguas indoeuropeas en gran parte de Eurasia.

## Investigación

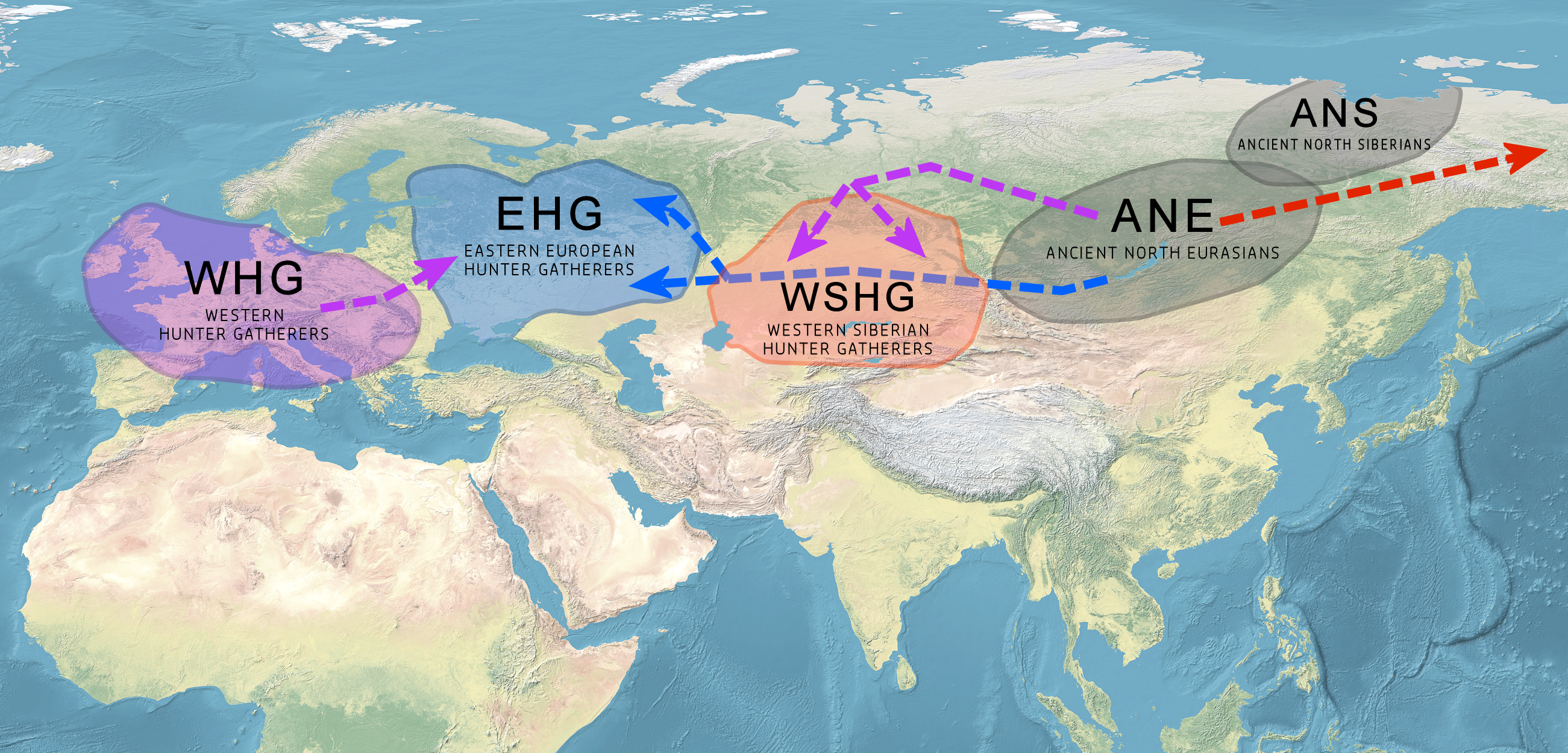
Esquema de la formación de los EHGs, a través de una ascendencia principal de euroasiáticos septentrionales antiguos (ANE) y una mezcla menor de WHGs

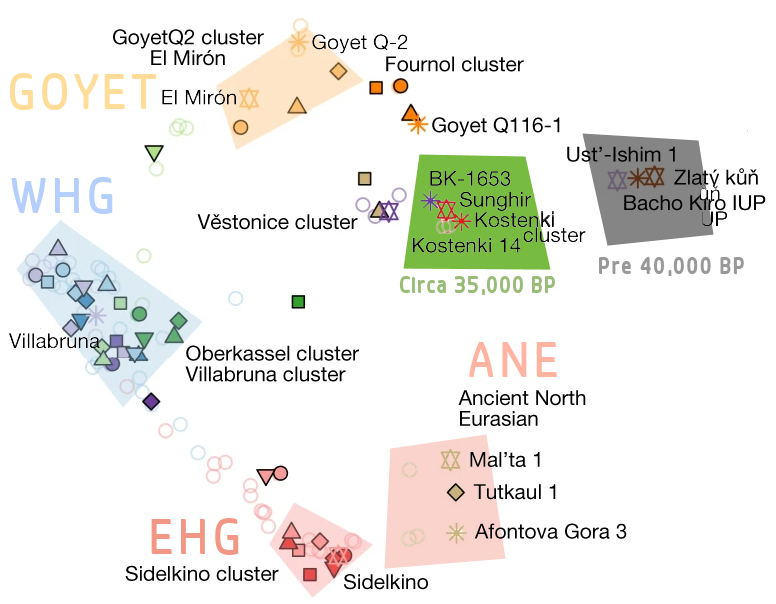
Genéticamente, los EHG (rojo) estaban más estrechamente relacionados con los ANE (rosa).

Haak et al. (2015) identificaron a los EHG como un grupo genético distintivo en solo dos varones. El varón EHG de Samara (fechado c. 5650–5550 a. C.) portaba el haplogrupo del cromosoma Y R1b1a1a* y el haplogrupo mitocondrial U5a1d. El otro varón EHG, enterrado en Carelia (fechado aprox. 5500-5000 a. C.) portaba el haplogrupo Y R1a1 y el haplogrupo mitocondrial C1g. Los autores del estudio también identificaron un grupo WHG y un grupo SHG, intermedio entre WHG y EHG. Sugirieron que los EHGs albergaban una ascendencia mixta de euroasiáticos septentrionales antiguos (ANEs) y WHGs.Los investigadores han propuesto varios modelos de proporción de mezcla para los EHGs a partir de WHGs y ANEs. Posth et al. (2023) encontraron que la mayoría de los individuos EHG tenían aprox. 70% de ascendencia ANE y aprox. 30% de ascendencia WHG. Es probable que la ascendencia de tipo WHG no provenga directamente de los grupos Oberkassel y Villabruna, sino de una población relacionada y aún no muestreada del Epigravetiense. La alta contribución de los Antiguos Eurasiáticos del Norte también se evidencia en una sutil afinidad de los EHG con el hombre de Tianyuan de hace 40 000 años en norte de China y con otros asiáticos orientales y del sudeste asiático, lo cual se puede explicar por el flujo genético de una fuente relacionada con Tianyuan en la línea ANE (representada por Malta y Afontova Gora 3), que más tarde contribuyó sustancialmente a la formación de los EHG.
La formación del componente ancestral EHG se estima que ocurrió hace entre 13 000 y 15 000 años. Los restos asociados a los EHG pertenecían principalmente a los haplogrupos del cromosoma Y humano R1, con una frecuencia menor de haplogrupo J y Q. Su ADN mitocondrial pertenecía principalmente a los haplogrupos U2, U4, U5, así como C1 y R1b. El flujo genético de una fuente similar al este asiático hacia los EHG contribuyó aproximadamente un 9,4 % (4,4 % – 14,7 %).
Los EHGs pueden haberse mezclado con "una fuente de Próximo oriente similar a los armenios", lo que formó la cultura Yamna ya en el eneolítico (5200-4000 a. C.). Se encontró que los pueblos de la cultura Yamna eran una mezcla de EHG y una "población relacionada con el Cercano Oriente". Durante el tercer milenio a. C., el pueblo Yamnaya emprendió una expansión masiva en Europa, que alteró significativamente el panorama genético del continente. La expansión dio lugar a culturas como la cerámica cordada y posiblemente fue la fuente de la distribución de las lenguas indoeuropeas en Europa.
Los pueblos de la cultura Kunda mesolítica y la cultura Narva del este del Báltico eran una mezcla de WHG y EHG, mostrando una afinidad más cercana con los WHG. Se encontró que las muestras del mesolítico y neolítico en Ucrania se agruparon estrechamente entre los WHG y los EHG, lo que sugiere una continuidad genética en los rápidos del río Dniéper durante un período de 4 000 años. Las muestras ucranianas pertenecían exclusivamente al haplogrupo materno U, que se encuentra en aproximadamente el 80 % de todas las muestras de cazadores-recolectores europeos.
Las personas de la cultura de la cerámica del peine del este del Báltico tenían un 65% de ascendencia EHG. Esto contrasta con los cazadores-recolectores anteriores en la zona, que estaban más estrechamente relacionados con los WHG. Esto se demostró utilizando una muestra de ADN-Y extraída de un individuo de la cultura de la cerámica del peine. Esta pertenecía al R1a15-YP172. Las cuatro muestras de ADNmt extraídas constituían dos muestras de U5b1d1, una muestra de U5a2d y una muestra de U4a.
Günther et al. (2018) analizaron 13 SHGs y encontraron que todos tenían ascendencia EHG. En general, los SHGs del oeste y norte de Escandinavia tenían más ascendencia EHG (aprox. 49%) que los individuos de Escandinavia oriental (aprox. 38%). Los autores sugirieron que los SHGs eran una mezcla de WHGs que habían migrado a Escandinavia desde el sur, y de EHGs que luego migraron a Escandinavia desde el noreste a lo largo de la costa de Noruega. Los SHGs mostraron frecuencias más altas de variantes genéticas que causan piel clara (SLC45A2 y SLC24A5) y ojos claros (OCA/Herc2) que los WHGs y EHGs.

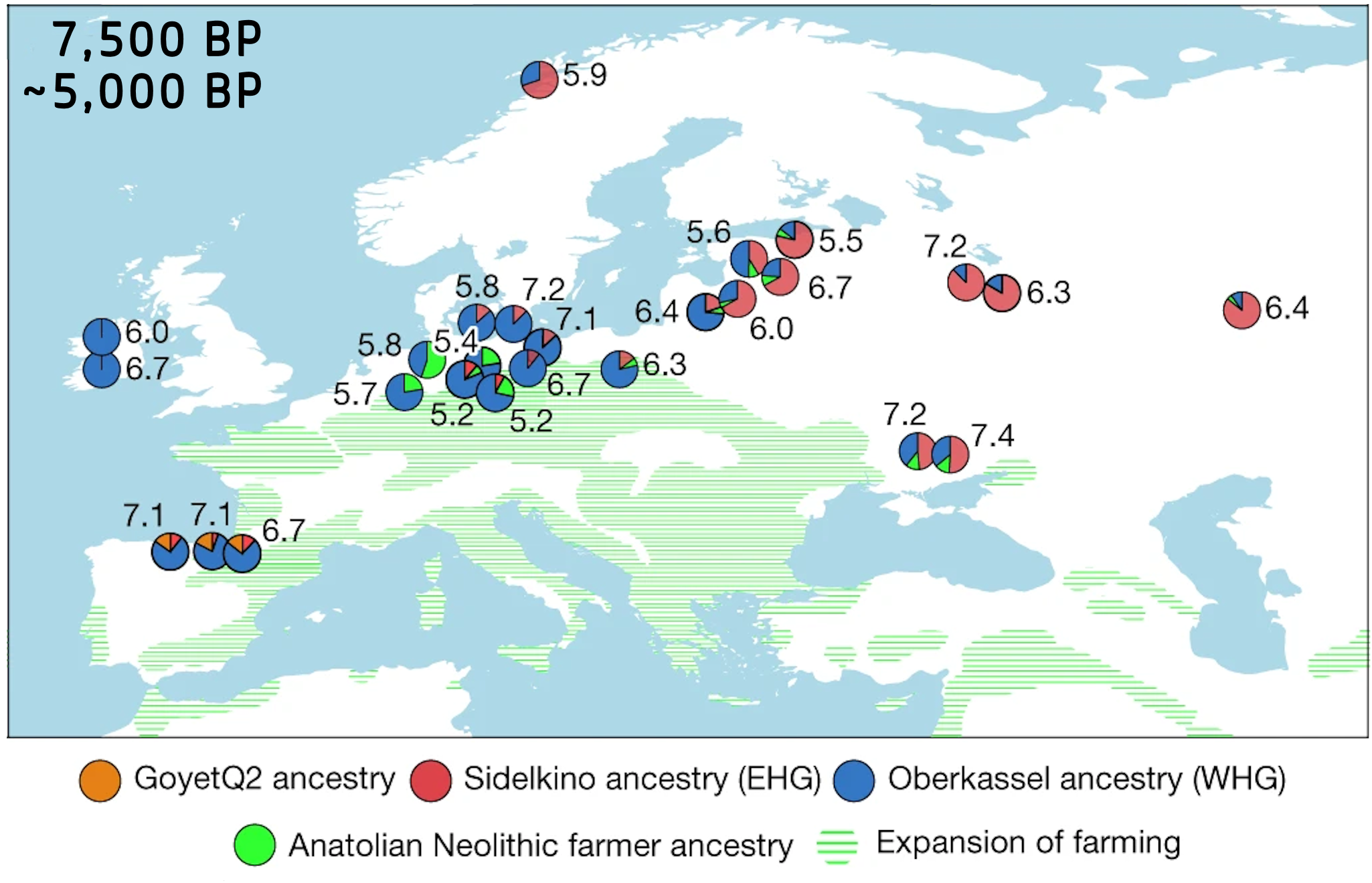
Ascendencia genética residual de cazadores-recolectores europeos durante el neolítico europeo, entre 7.5 ka y 5 ka AP (aprox. 5500~3000 a. C.)

Se encontró que los miembros de la cultura Kunda y la cultura Narva también estaban más relacionados con los WHG, mientras que la cultura de la cerámica del peineestaba más relacionada con los EHG. Se descubrió que las áreas del norte y este del este del Báltico estaban más relacionadas con los EHG que las áreas del sur. El estudio señaló que los EHG, al igual que los SHG y los cazadores-recolectores bálticos, portaban altas frecuencias de los alelos derivados para SLC24A5 y SLC45A2, que codifican para la piel clara.
Mathieson et al. (2018) analizaron la genética de un gran número de esqueletos del este prehistórico de Europa. Treinta y siete muestras provenían de Ucrania mesolítica y neolítica (9500-6000 a. C.). Estas fueron clasificadas como intermedias entre EHG y SHG. Los varones pertenecían exclusivamente a los haplotipos R (particularmente subclados de R1b1 y R1a) y los haplotipos I (particularmente subclados de I2). El ADN mitocondrial pertenecía casi exclusivamente a U (particularmente subclados de U5 y U4).
Se analizaron un gran número de individuos del cementerio de Zvejnieki, que pertenecían principalmente a la cultura Kunda y a la cultura Narva en el este del Báltico. Estos individuos eran principalmente de ascendencia WHG en las fases iniciales, pero con el tiempo la ascendencia EHG se hizo predominante. El ADN-Y de este sitio pertenecía casi exclusivamente a haplotipos de haplogrupo R1b1a1a y I2a1. El ADNmt pertenecía exclusivamente al haplogrupo U (particularmente subclados de U2, U4 y U5).
Cuarenta individuos de tres sitios del mesolítico de las Puertas de Hierro en los Balcanes se estimaron con un 85 % de ascendencia WHG y un 15 % de ascendencia EHG. Los varones de estos sitios portaban exclusivamente haplotipos de R1b1a y I (mayormente subclados de I2a). El ADNmt pertenecía mayormente a U (particularmente subclados de U5 y U4).
Se encontró que las personas de la cultura Cucuteni-Trypillia contenían alrededor de un 20% de ascendencia de cazadores-recolectores, que era intermedia entre EHG y WHG.
Narasimshan et al. (2019) acuñaron un nuevo componente ancestral, los cazadores-recolectores de Siberia Occidental (WSHG). Los WSHG contenían aproximadamente un 20% de ascendencia EHG, 73% de ascendencia ANE y 6% de ascendencia asiática oriental.

### Posible asociación con el protoindoeuropeo temprano
Algunos sostienen que los EHG podrían representar una posible fuente para la lengua pre-protoindoeuropea (ver también hipótesis de la lengua paterna). A diferencia del pueblo yamnaya (o grupos estrechamente relacionados), que están asociados con los hablantes del protoindoeuropeo, el pueblo de la cultura del Dniéper-Donéts con una alta ascendencia EHG no muestra evidencia de ascendencia de los cazadores-recolectores del Cáucaso (CHG) ni de primeros agricultores europeos (EEF). Tanto los hombres del Dniéper-Donéts como los de Yamnaya llevan los mismos haplogrupos paternos (R1b e I2a), lo que sugiere que la mezcla CHG y EEF entre los Yamnaya ocurrió cuando los hombres EHG se mezclaron con mujeres EEF y CHG. Según David W. Anthony, esto sugiere que las Lenguas indoeuropeas fueron inicialmente habladas por los EHG que vivían en el este de Europa.
Otros han sugerido que la familia de lenguas indoeuropeas podría haberse originado no en Europa del Este, sino entre las poblaciones del oeste de Asia, al sur del Cáucaso, con una alta ascendencia CHG, que posteriormente absorbieron grupos con alta ascendencia EHG al norte del Cáucaso. Se ha observado que los haplogrupos pueden no correlacionarse con los componentes ancestrales autosómicos y las dispersiones históricas de lenguas.

## Apariencia física

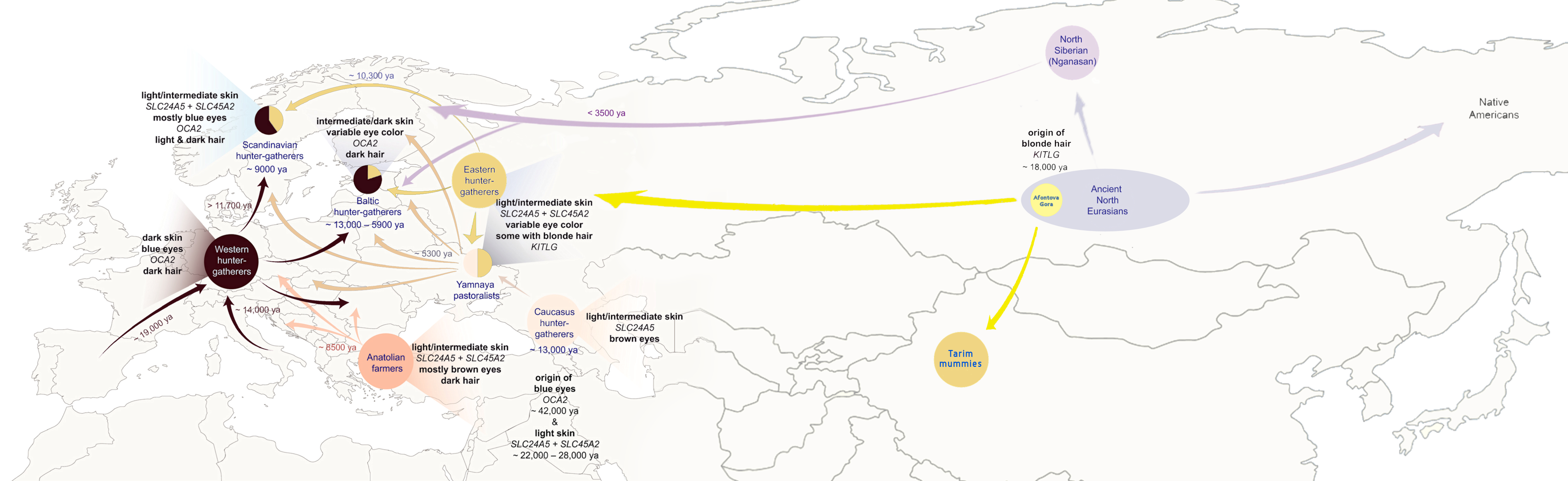
Se cree que la mutación para el cabello rubio se originó entre la población de Afontova Gora del grupo Antiguos Eurasiáticos del Norte (ANE) en el sur-centro de Siberia.

Se sugiere que los EHG tenían en su mayoría ojos marrones y piel clara, con "frecuencias intermedias de las variantes de ojos azules" y "altas frecuencias de las variantes de piel clara". Un EHG de Carelia fue determinado por Günther (2018) como de alta probabilidad de tener ojos marrones y cabello oscuro, con un tono de piel intermedio predicho. Otro EHG de Samara fue predicho como de piel clara y con alta probabilidad de tener ojos azules y cabello claro, con una probabilidad calculada del 75% de ser rubio.
El alelo rs12821256 del gen KITLG, que controla el desarrollo de los melanocitos y la síntesis de melanina, que está asociado con el cabello rubio y se encontró por primera vez en un individuo de Siberia fechado hace unos 17 000 años, se encuentra en tres cazadores-recolectores orientales de Samara, Motala y Ucrania (c. 8000 a. C.), lo que sugiere que este alelo se originó en la población de los Antiguos Eurasiáticos del Norte, antes de expandirse hacia Eurasia occidental.
Se han excavado también numerosos restos de cazadores-recolectores orientales, datados hace unos 8 100 años (c. 6 100 a. C.), en la isla Yuzhny Oleny en el Lago Onega. La ascendencia ANE es, con diferencia, el componente principal del grupo de Yuzhny Oleny y es de las más altas dentro del resto de los cazadores-recolectores orientales (EHG).

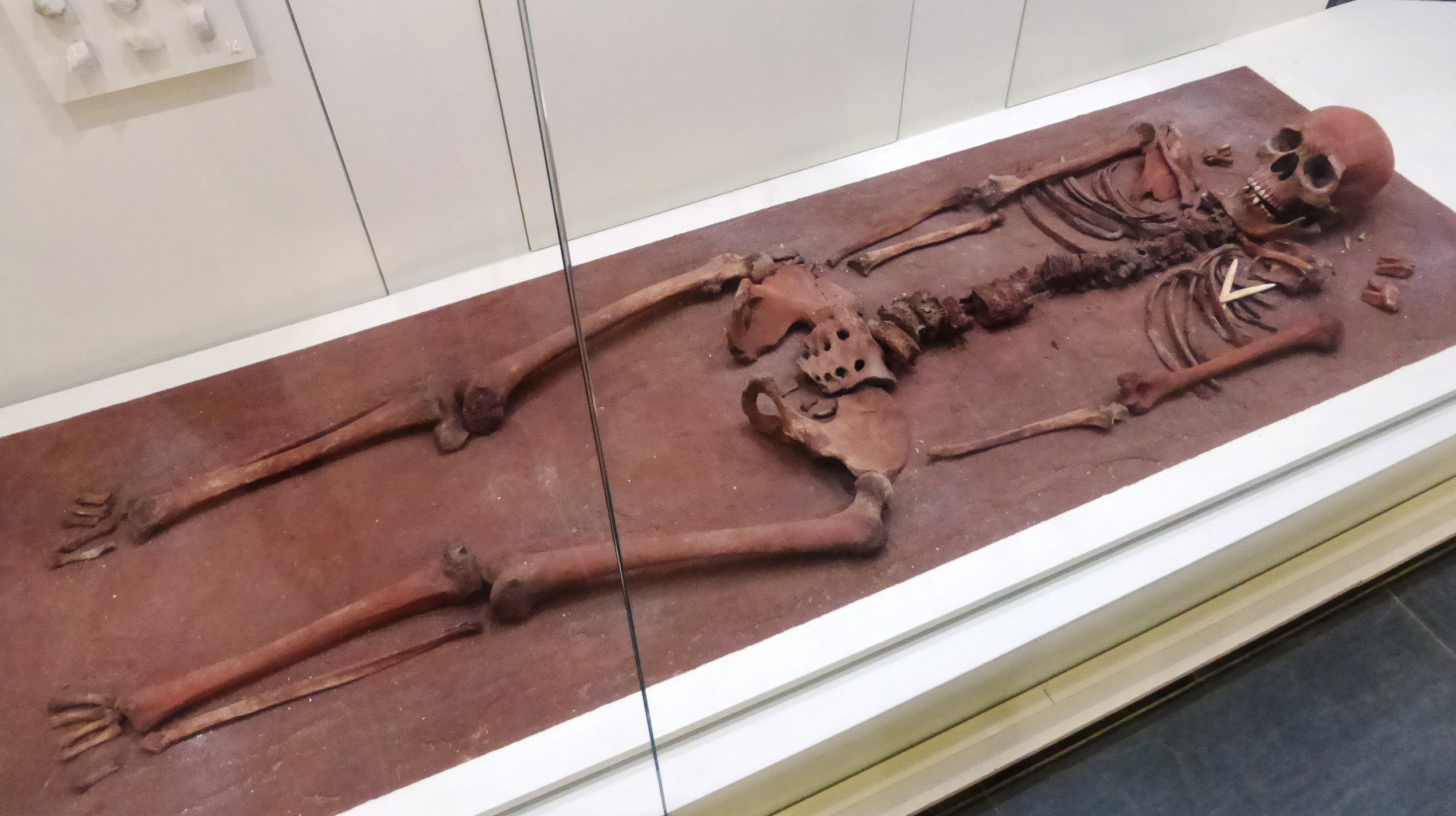
Reconstrucción de la tumba No. 132 del sitio funerario Oleneostrovsky (isla Yuzhny Oleny, Lago Onega). Exhibición del Museo Nacional de la República de Carelia.
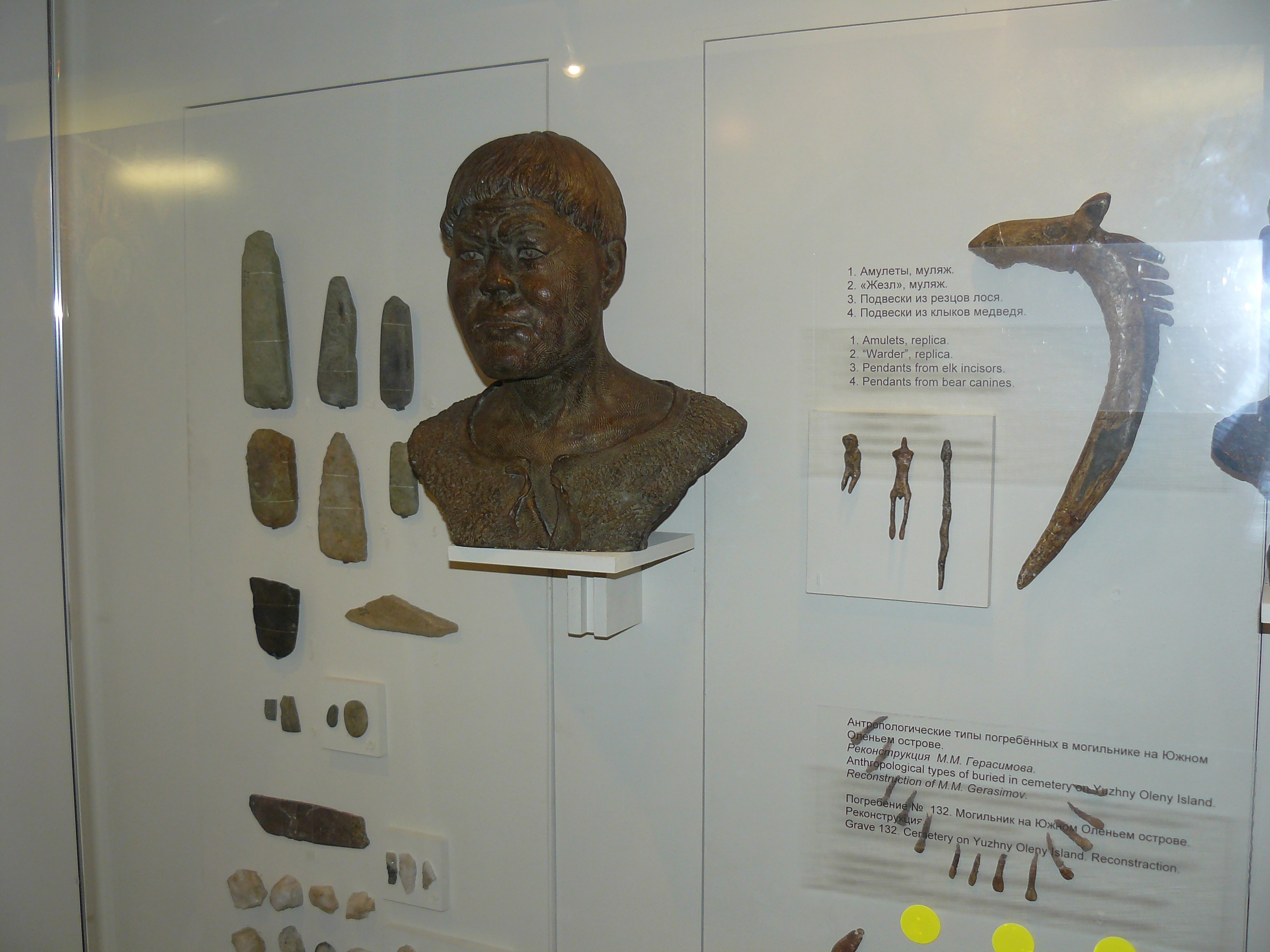
Artefactos y reconstrucción de cazadores-recolectores orientales de la isla Yuzhny Oleny por Gerasimov.
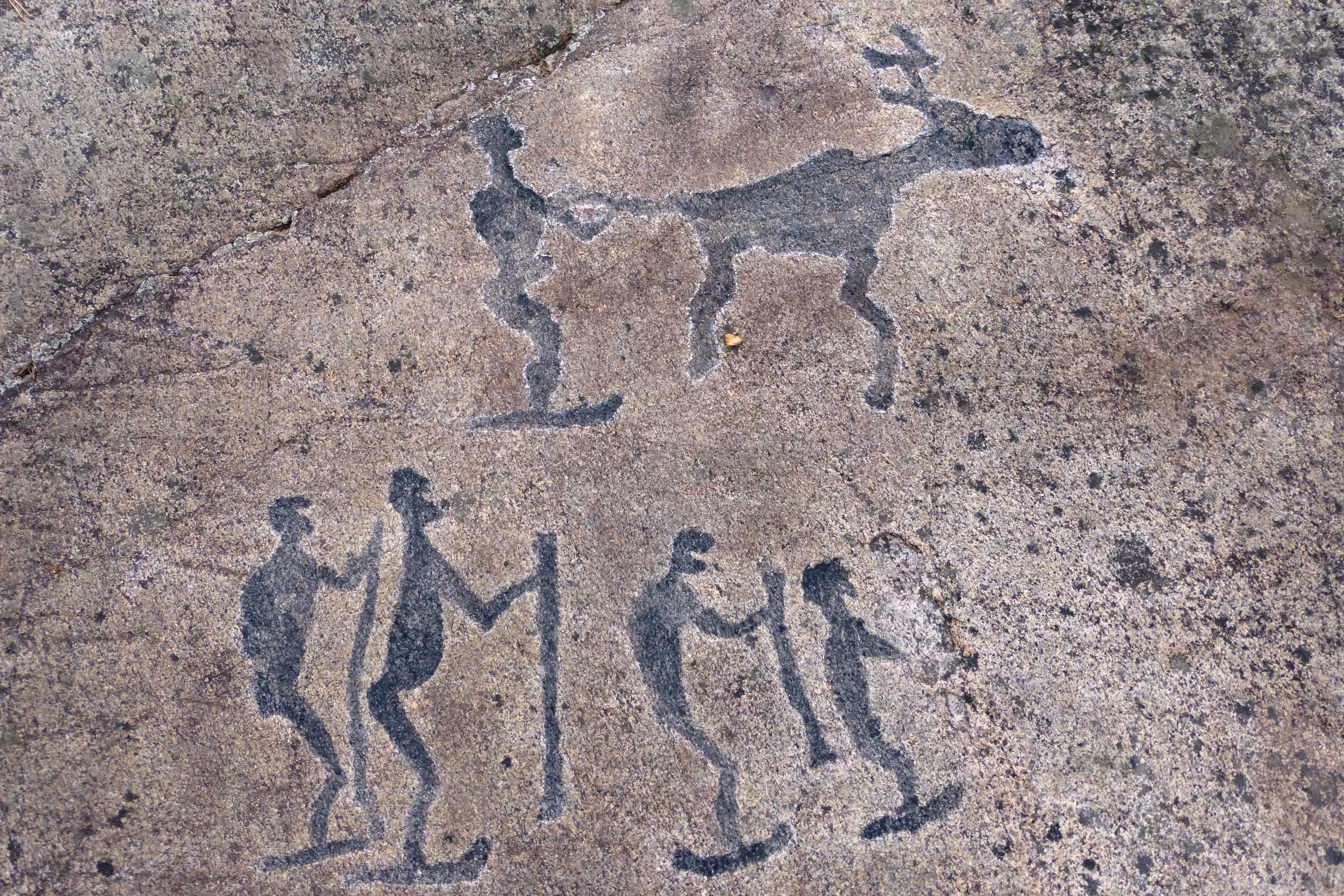
Petroglifo de Carelia que representa 5 esquiadores y un reno. Estos petroglifos datan de hace entre 7 000 y 6 000 años.

## Cultura material

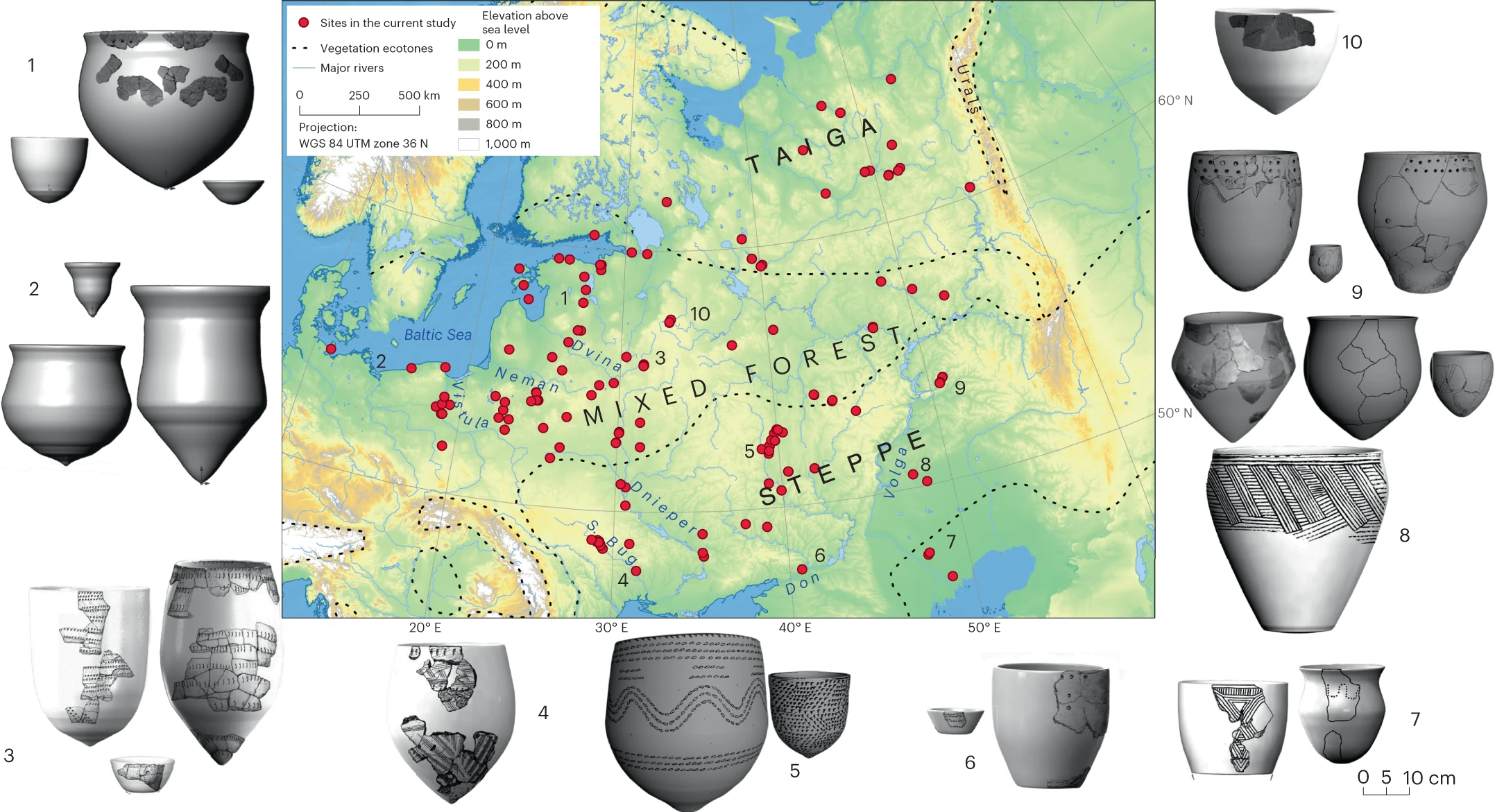
Adopción de la cerámica entre los cazadores-recolectores de Europa Oriental, durante el sexto milenio a.C. (desde la primera adopción hacia 5,900 a.C. en el norte del Mar Caspio —o posiblemente más allá de la zona de los Urales—, hasta su difusión final hacia 5,500 a.C. en el Báltico.

Como cazadores-recolectores, los EHGs inicialmente dependían de utensilios de piedra y artefactos derivados de marfil, cuernos o astas. A partir de aproximadamente el 5900 a. C., comenzaron a adoptar la cerámica en el área del norte del mar Caspio, o posiblemente desde más allá de los Urales. En apenas tres o cuatro siglos, la cerámica se expandió en una distancia de alrededor de 3000 kilómetros, alcanzando hasta el mar Báltico. Esta difusión tecnológica fue mucho más rápida que la propagación de la agricultura en sí, y ocurrió principalmente a través de la transferencia de tecnología entre grupos de cazadores-recolectores, en lugar de la difusión demográfica de agricultores.